# Deuce 'n Domino
Deuce 'n Domino è stato un tag team di wrestling attivo nella World Wrestling Entertainment tra il 2007 e il 2008, composto da Deuce e Domino; i due erano inizialmente accompagnati da Cherry, che faceva loro da valletta, e in seguito da Maryse.
La loro gimmick era quella di ragazzi greaser italo-americani tipici degli anni cinquanta: al momento del loro ingresso, infatti, si presentavano a bordo di una muscle car rossa, vestiti con giubbotti di pelle e con i capelli impomatati.

## Carriera

### World Wrestling Entertainment (2007–2008)
Deuce e Domino fecero il loro esordio durante la puntata di SmackDown! del 19 gennaio 2007, vincendo un Tag Team match contro due atleti locali. Nelle settimane successive cominciarono una rivalità con i detentori del WWE Tag Team Championship, Paul London e Brian Kendrick, da cui vennero sconfitti al pay-per-view No Way Out in un incontro in cui erano in palio le cinture. Nella puntata di SmackDown! del 17 aprile, tenutasi a Milano, Deuce e Domino conquistarono il WWE Tag Team Championship sconfiggendo London e Kendrick. Il 1º giugno, a SmackDown!, difesero i loro titoli dall'assalto di London e Kendrick e di Dave Taylor e William Regal in un Three-Way Tag Team match. Il 24 giugno, a Vengeance, sconfissero le leggende Sgt. Slaughter e "Superfly" Jimmy Snuka (quest'ultimo, nella vita reale, è il padre di Deuce) in una open challenge, mantenendo le cinture; in quello stesso periodo intrapresero una breve faida con Batista e Ric Flair, dai quali vennero battuti. Deuce e Domino persero i titoli di coppia nella puntata di SmackDown! del 28 agosto, per mano di Matt Hardy e Montel Vontavious Porter; il 16 settembre, ad Unforgiven, persero anche la rivincita contro Hardy e Porter.
All'inizio del 2008 Deuce e Domino iniziarono a subire numerose sconfitte e il rapporto tra i due cominciò a vacillare. Nella puntata di SmackDown! del 23 maggio scaricarono la loro valletta, Cherry, e la sostituirono con Maryse. Il 20 giugno, al termine di un Tag Team match perso contro Jesse e Festus, Deuce attaccò Domino con la sua mossa finale, mettendo così fine alla loro collaborazione; in seguito, Deuce passò nel roster di Raw per effetto della draft-lottery.

## Nel wrestling

### Mosse finali
- Deuce
  - Crack 'em in da Mouth (Running low angle big boot)
- Domino
  - Domino Effect (Springboard tornado DDT)

### Manager
- Cherry
- Maryse

### Musiche di ingresso
- All About Cool di Jim Johnston

## Titoli e riconoscimenti
- Deep South Wrestling
  - DSW Tag Team Championship (1)
- Ohio Valley Wrestling
  - OVW Southern Tag Team Championship (3)
- World Wrestling Entertainment
  - WWE Tag Team Championship (1)